# شروط ضمن عقد ازدواج
شروط ضمن عقد ازدواج که با نام شروط دوازده‌گانه ضمن عقد نیز شناخته میشود؛ تعهداتی است که در حین ازدواج با توافق زن و شوهر وارد مفاد قرارداد ازدواج آن‌ها می‌شود. این شروط اغلب به صورت دفترچه پیشنهادی حتی توسط آنان که از این حق خبر ندارند؛ امضا می‌شود اما بهتر است آن را «به صورت قرداد کامل نه فقط خلاصه‌ای کوتاه» در سند رسمی ازدواج ذکر کرد و با امضای دو طرف به آن رسمیت بیشتری داد. درحال حاضر سندهای ازدواج دارای شروط دوازده‌گانه از پیش چاپ شده‌است و بر اساس آن انتخاب طرفین چه در هنگام ازدواج و چه پس از آن انتخاب می‌شوند.
از اوایل سال ۱۳۶۱ مواردی در عقدنامه‌ها ذکر شد که به موجب آن زن به وکالت از شوهر می‌تواند خود را مطلقه سازد. برخی از شروط دیگر در سال‌های بعد به عقدنامه‌ها اضافه شد. شروط از پیش چاپ شدهٔ سندهای ازدواج در حقیقت دارای شرط کلی می‌باشد که با وجود موارد معین، زن وکالت در طلاق از شوهر داشته باشد که در صورت ارائه شرایط کافی، زن می‌تواند خود را مطلقه نماید و روند دادرسی سریعتر شود. اغلب هنگام تعیین مهریه که به‌ عهده مرد است آن را در مقابل جهیزیه می‌دانند که معمولاً به‌عهده زن است، اما برخلاف قوانین بیشتر کشورهای جهان مانند آمریکا که پس از طلاق، نصف‌کردن اموال برای هر دو جنس زن و مرد صورت می‌گیرد، در قوانین جمهوری اسلامی ایران و شروط از پیش چاپ شدهٔ عقدنامه خلاف این می‌باشد و نصف‌کردن اموال فقط برای مرد است. بنابراین چون در عقدنامه نصف‌کردن اموال برای زن نمی‌باشد علاوه بر مهریه، جهیزیه‌ای که زن پیش از ازدواج خریده باشد؛ در صورت داشتن فاکتور خرید یا سیاهه جهیزیه که مدارکی برای اثبات جهیزیه بودن آن است به خود او تعلق می‌گیرد.
بر اساس فقه اسلامی و قانون مدنی ایران، ازدواج قراردادی است که در آن حقوق و تکالیف متفاوتی به زن و مرد داده می‌شود. با امضای سند ازدواج، زن برخی از حقوق مدنی و معنوی خود همچون سفر، اشتغال، انتخاب محل زندگی و مسکن، حضانت فرزندان و جدایی از همسر را در صورت وقوع شرایط ذکرشده در سند ازدواج، طبق خواست خود واگذار کرده اما حقوق مادی همچون مهریه و نفقه را طبق قانون حتماً به‌دست می‌آورد. معمولاً از شروط ضمن عقد برای تغییر این آثار حقوقی ازدواج استفاده می‌شود. برای مثال شوهر متعهد می‌شود که جلوی سفر یا شغل زن را نگیرد یا به او برای طلاق وکالت می‌دهد. این‌گونه شروط در صورتی که مغایر با قوانین تفسیری باشند بر قانون برتری دارند و در صورت بروز اختلاف باید به شرط ضمن عقد عمل شود نه قانون، اما اگر خلاف قوانین امری باشند اعتباری ندارند.
وجود شروط ضمن عقد می‌تواند چهرهٔ ازدواج را تغییر قابل ملاحظه‌ای داده و نوع خاصی از ازدواج پدیدآورد. برای مثال ازدواج مسیار که در دوران معاصر در کشورهای عربی حاشیهٔ خلیج فارس رایج شده با شروط ضمن عقدی مانند صرف‌نظر کردن زن از حق نفقه و سهم مساوی در هم‌بستری [در هنگام چندهمسری]، اختیار زن در تعیین محل سکونت خود، پرداخت اجارهٔ منزل زن توسط شوهر و عدم ثبت رسمی ازدواج از ازدواج عادی متمایز می‌شود.
در سند ازدواج امروزی در ایران، تعدادی شرط اضافی برای رفع برخی از این نابرابری‌ها چاپ شده‌است که شروط ضمن عقد خوانده می‌شوند و باید امضای دو طرف پای آن‌ها باشد تا بعداً قابل اجرا باشند. اما شرط‌های کنونی در مواردی کافی دانسته نشده‌اند. و شروط ضمن عقد بیشتری نیز قابل درج در سند هستند که باید با عبارات دقیق قانونی نوشته شوند (در صورت ذکر نشدن برخی عبارات خاص حقوقی از حیث اعتبار خارج است و نمی‌توان به آن‌ها استناد کرد).
البته بعضی از سردفترها گاهی شروط ضمن عقد را نمی‌پذیرند و از ثبت آن‌ها خودداری می‌کنند. اما این کار آن‌ها مطابق قانون نیست و به گفته کارشناس کارگاه آموزشی قوه قضائیه «طبق قانون اساسی هر نوع شرطی که مورد قبول متقاضی عقد باشد، ذکرش در عقدنامه ازدواج، بلامانع است.»

## نمونه‌هایی از شرط ضمن عقد
مثال‌هایی از مهم‌ترین شروط ضمن عقد که در بسیاری از ازدواج‌ها کاربرد دارند چنین است:
1. زوج به زوجه وکالت بلاعزل با حق توکیل به غیر می‌دهد تا زوجه در هر زمانی که بخواهد از جانب زوج اقدام به متارکه کرده و از قید زوجیت خود را رها کند، به هر طریق اعم از اخذ یا بذل مهریه.
2. زوجه اجازه دارد از هم‌اکنون هرگاه خواست به خارج از کشور برود و نیاز به اجازه مجدد زوج ندارد، چه برای اخذ یا تمدید یا تجدید گذرنامه و این اجازه دائمی است.
3. زوجه حق ادامه تحصیل تا هر مرحله‌ای که لازم بداند و در هر مکان و محلی که ایجاب کند مخیر است.
4. زوج، زوجه را در انتخاب هر شغلی که مایل باشد و هر کجا که بتواند کارکند، دارای اختیار می‌کند و اجازه می‌دهد که مشغول به کار شود.
5. زوج و زوجه متعهد می‌شوند هنگام جدایی اعم از اینکه متارکه به درخواست مرد باشد یا به درخواست زن کلیه دارایی که بعد از ازدواج دائم زوجین به دست می‌آورند بین آن‌ها به مناصفه تقسیم شود.
6. حق انتخاب مسکن و تعیین شهر یا محلی که زندگی مشترک در آنجا ادامه پیدا کند با توافق طرفین خواهد بود.
7. اگر در آینده زوجین دارای فرزند شدند و طلاق اتفاق افتاد حضانت فرزندان با توافق طرفین باشد و در صورت خروج از کشور نیازی به اذن پدر ندارند.

قوه قضائیه ایران نیز شروط ضمن عقد بیشتری را تنظیم کرده‌است و کارگاه‌هایی نیز برای آن برگزار می‌کند که باید با عبارات حقوقی ویژه زیر بیاید:
1. زوج، زوجه را در ادامه تحصیل تا هر مرحله که زوجه لازم بداند و در هر کجا که شرایط ایجاب نماید مخیر می‌سازد.
2. زوج، زوجه را در اشتغال به هر شغلی که مایل باشد، در هر کجا که شرایط ایجاب می‌کند مخیر می‌کند.
3. زوج به زوجه، وکالت بلاعزل می‌دهد که با همه اختیارات قانونی بدون نیاز به اجازه شفاهی یا کتبی مجدد شوهر، از کشور خارج شود. تعیین مدت، مقصد و شرایط مربوط به مسافرت به خارج از کشور به صلاحدید خود زن است.
4. زوج متعهد می‌شود هنگام جدایی - اعم از آن که به درخواست مرد باشد یا به درخواست زن - نیمی از دارایی موجود خود را - اعم از منقول و غیرمنقول که طی مدت ازدواج به دست آورده‌است - به زن منتقل نماید.
5. زوج به زوجه وکالت بلاعزل با حق توکیل به غیر می‌دهد تا زوجه در هر زمان و تحت هر شرایطی از جانب زوج اقدام به مطلقه نمودن خود از قید زوجیت زوج به طلاق خلع کند.[۱۱]

### شرط انتقال تا نصف دارایی
از شروط دیگر ضمن عقد رایج که در سال‌های اخیر در قباله‌های رسمی ازدواج منتشر می‌شود شرطیست که بر اساس آن شوهر تعهد می‌کند در هنگام طلاق -اگر طلاق به درخواست زن نباشد و طلاق به تشخیص دادگاه ناشی از تخلف زن از وظایف همسری و سوء اخلاق و رفتار او نبوده باشد - تا نصف اموالی را که در زمان زناشویی تحصیل کرده بر اساس نظر دادگاه به زن واگذار کند.
این شرط هرچند معتبر است و در واقع قوه قضائیه ایران متن آن را تنظیم کرده با اشکالات و ابهاماتی روبروست از جمله اینکه فقط حداکثر اموالی که شوهر به زن منتقل می‌دهد -یعنی نصف- مشخص شده و حداقلی تعیین نشده‌است. دومی اینکه شرط بر سر چیزی است که در زمان بستن آن وجود خارجی ندارد و شرط بر امر مجهولی که حتی مقدار و چگونگی آن را نمی‌توان تشخیص داد، از نظر برخی حقوق‌دانان و فقها باطل است.
این شرط یک شرط صحیح وشرط فعل است لازم است که ذکر شود دارایی در حقوق شامل طلب (اموال موجود) و دین می‌شود. اگر این شرط در عقد قبول شود این اثر را دارد که در صورت طلاق زن در دیون مرد هم شریک می‌شود اما این مشکل مبنایی از اینجا ناشی می‌شود که این شرط از حقوق خارج به حقوق ما وارد شده‌است در حقوق خارج اساسابا وقوع عقد نکاح بین زوجین یک شرکت مدنی ایجاد می‌شود چون در حقوق خارج هیچ‌یک از زوجین مکلف نیستند که به تنهایی هزینه‌های معاش را تأمین کنند بلکه مشترکاً مکلف به تأمین هزینه‌های زندگی هستند بر خلاف حقوق ما که فراهم کردن هزینه‌های زندگی بر عهده مرد است در حقوق خارج زن حق نفقه ندارد. در حقوق خارج چه درآمد مثبت چه منفی دارایی مشترک زوجین است به همین خاطر وقتی نکاح منحل می‌شود شرکت مدنی هم منحل می‌شود وبا انحلال شرکت مدنی دارایی به نسبت میان زوجین تقسیم می‌شود. در حقوق اسلام زوجه هیچ تکلیفی نسبت به فراهم کردن هزینه‌های معاش ندارد و وقتی زوجه از این حیث تکلیفی نداشته باشد شرکت مدنی ای هم وجود نخواهد داشت به همین دلیل زن در اموال مرد شریک می‌شود نه دارایی و به نظر می‌رسد باید از لفظ اموال استفاده شود نه دارایی. علاوه بر این شرط مبتایی طرفین اموال است نه دارایی که هم شامل طلب و هم شامل دین می‌شود پس زن در اموال مرد شریک است.

#### شرط خودداری از ازدواج مجدد شوهر
در مورد صحت یا بطلان چنین شرطی اختلاف نظر است.
قانون احوال شخصیه مراکش به حق زن برای چنین شرطی تصریح دارد: «برای زوجه این حق می‌باشد که شرط کند مرد، زن دیگر نگیرد و در چنین حالی اگر شوهر زن دیگر گرفت، زوجه حق دارد که تقاضای فسخ نکاح نماید». اما اتفاق نظری بین فقهای اسلام در این مورد وجود ندارد. فقهای حنبلی از جمله ابن قدامه و احمد الحصری چنین شرطی را جایز دانسته و برای زن در صورت ازدواج مجدد شوهر حق فسخ قائل شده‌اند.
اما نظر مشهور در فقه شیعه چنین شرطی را باطل و آن را مصداق تحریم حلال می‌دانند. با این حال در فقه شیعه هم صحت این شرط طرفدارانی دارد، از جمله عبدالله مامقانی در مناهج المتقین نسبت به ابطال چنین شرطی تردید کرده و در میان فقهای معاصر سید محسن حکیم صراحتاً چنین شرطی را جایز دانسته و ازدواج مجدد شوهر در صورت وجود چنین شرطی را باطل اعلام کرده‌است: «و جائز است که زوجه شرط کند علیه زوج در عقد نکاح یا عقدی دیگر که مرد ازدواج دیگری ننماید، زوج بر چنین شرطی ملزم است بلکه چنانچه ازدواج نماید، ازدواج (مجدد) او باطل است». موسوی بجنوردی از این نظر دفاع کرده و می‌نویسد اجماع یا شهرت فتوائی بر بطلان این شرط اجماع مدرکی محسوب می‌شود و هیچگونه ارزش فقهی ندارد.
در نظام حقوقی ایران از سویی می‌توان به استناد مادهٔ ۹۵۹ قانون مدنی که می‌گوید: «هیچ‌کس نمی‌تواند به‌طور کلی حق تمتع یا حق اجراء تمام یا قسمتی از حقوق مدنی را از خود سلب کند» شرط را باطل دانست و از سویی هم با توجه به اصل صحت می‌توان آن را صحیح قلمداد کرد. البته اگر شرط صحیح شناخته شود با توجه به حصری بودن موارد فسخ نکاح به هیچ وجه نمی‌توان به بطلان نکاح دوم یا حق فسخ همسر اول رأی داد و تنها می‌توان حق مطالبه خسارت برای زن قائل شد.
شرط عدم ازدواج مجدد در عقد زناشویی را اکثر علمای اسلام، شرطی باطل و غیر معتبر دانسته‌اند. از اهل سنت بعضی با این استدلال که عقد آن را اقتضا ندارد، و جمعی با این تصور که اصل، در معاملات و عقود و شروط بر فساد است تا دلیلی بر صحت اقامه شود، به فساد و بطلان این چنین شرطی رأی داده‌اند. بیشتر فقهای امامیه نیز شرط مذکور را باطل و شرطی مخالف با کتاب (قرآن مجید) به حساب آورده‌اند. پس از تحقیق چون هیچ‌یک از آن ادله، بر بطلان شرط مزبور دلالتی روشن و قابل قبول ندارند، به حکم حدیث معروف «المسلمون عند شروطهم» و به دلایلی دیگر، این‌گونه استدلال می‌شود که اگر زوج ضمن عقدی لازم چنین شرطی را تعهد کند، موظف است به تعهد خود عمل نماید.

## وضعیت جهیزیه پس از طلاق
در قانون و شروط ضمن عقد از پیش چاپ شده، دربارهٔ مالکیت جهیزیه ذکر نشده‌است. بر این اساس پس از طلاق خود زن یا مرد که خودش آن را خریده‌است مالک جهزیه شناخته می‌شود و می‌تواند جهیزیه را به خودش برگرداند. چون در اغلب رسوم تهیه‌کردن جهیزیه به‌عهده زن است و طبق قانون باید دادن مهریه حتماً به‌عهده مرد باشد، بنابراین اغلب موارد زن علاوه بر مهریه و نفقه، مالک جهیزیه‌ای که خودش آن را پیش از ازدواج خریده‌است می‌باشد.

## وظایف دفاتر رسمی ازدواج
کلیه دفاتر ازدواج به لحاظ شرعی و قانونی مکلفند، قبل از انشاء عقد ازدواج، یک به یک شروط مندرج در نکاحیه را برای زوجین قرائت و تفهیم تا هر شرطی که مورد توافق زوجین قرار گرفت، زیر آن را امضا کنند. همچنین، لازم است سردفتران مزبور به زوجین قبل از اجرای صیغه عقد یادآوری کنند که قبول شروط مندرج در نکاحیه الزامی نیست. اگر سردفتری برای انجام هریک از خواسته‌های زن و شوهر مانع شود، تخلف انجام داده و مستوجب مسئولیت انتظامی و قانونی آنها خواهد بود، تخلف سردفتران از این دستور موجب تعقیب انتظامی سردفتران خواهدبود.

## شروط باطل
برخی شروط ضمن عقد معتبر نیستند از میان آن‌ها برخی باعث باطل‌شدن عقد ازدواج هم می‌شوند ولی برخی لطمه‌ای به عقد ازدواج نمی‌زند و فقط آن شرط اعتباری ندارد.

### شروط مبطل عقد ازدواج
بر اساس مادهٔ ۲۳۳ قانون مدنی شروط خلاف «مقتضای ذات عقد» باطل است. منظور از خلاف مقتضای ذات این است که با طبیعت و ذات آن قرارداد [در اینجا ازدواج] منافات داشته باشد. برای مثال این‌که شرط شود دو طرفِ ازدواج همسر یکدیگر نباشند با طبیعت ازدواج در تضاد است و در صورتی که چنین شرطی در ازدواج گذاشته شود به این معناست که اصلاً منظور دو طرف ازدواج نبوده و توافقی بر ازدواج بین آن‌ها صورت نگرفته‌است. پس هم شرط و هم خود عقد ازدواج باطل می‌شود.

### شروط باطل که مبطل ازدواج نیست
این شروط در مادهٔ ۲۳۲ قانون مدنی به‌طور کلی به سه دستهٔ: غیر مقدور، بی‌فایده و نامشروع تقسیم شده‌اند:
- شرط غیرمقدور: شرطی که انجام آن در توان افراد متعارف نباشد؛ مثلاً شرط شود که زن یا شوهر در سه روز زبان تایلندی را به دیگری بیاموزاند یا مرده‌ای را زنده کند.
- شرط بی‌فایده: شرطی که در انجام آن هیچ منفعت عقلائی متصور نباشد. تشخیص منفعت هم با عرف است. مثل اینکه شرط شود زن یا شوهر مسافتی را با شتر بپیماید.
- شرط نامشروع: شرطی که مخالف قوانین امری باشد. قوانین امری مربوط به نظم و مصلحت عمومی می‌شود و برخلاف قوانین تفسیری افراد نمی‌توانند علیه آن‌ها توافق کنند. به‌طور کلی بیشتر قوانین مربوط به ازدواج در زمرهٔ قوانین امری است. از نمونه‌های این شروط می‌توان به این موارد اشاره کرد:
  - خیار شرط شرطی که حق فسخ قراداد ازدواج را به یکی از دو طرف بدهد.
  - مرد حق طلاق نداشته باشد
  - ریاست خانواده با زن باشد.
  - مرد حق ولایت و حضانت فرزندان خود را نداشته باشد.
  - زن حق نفقه نداشته باشد.
  - شرط شود که مرد حق ندارد به رابطه خود با همسر قبلیش ادامه بدهد.
  - شرط شود که زن در کارها و روابط خود کاملاً آزاد باشد.

در فقه شیعه به مواردی از شروط مخالف شرع نیز اشاره شده، برای مثال سید روح‌الله خمینی در تحریرالوسیله می‌نویسد: «مثل اینکه زن شرط کند که هر وقت دلش خواست از منزل بیرون برود و هر جا که خواست برود شوهر مانع او نشود، یا شرط کند که شوهرش حق همسری دیگرش را ندهد مثلاً با او نخوابد.».
بسیاری از فقها شرط به اینکه مرد همسر دیگری نگیرد را هم از جمله شروط باطل می‌دانند و در واقع آن را مثال اصلی چنین شرطی ذکر کرده‌اند. برای مثال محمدحسن نجفی در شرائع می‌نویسد: «اگر شرط خلاف مشروعی کند؛ مثلاً بر سر او زن نیارد یا با کنیزانش آمیزش جنسی نکند، شرط باطل است ولی عقد و مهریه صحیح است.» شهید اول هم در لمعه می‌نویسد: «اگر شرط مخالف شرع شود شرط باطل و عقد و مهریه صحیح است، مانند اینکه شرط کند سرش زن نگیرد». با این همه در مورد بطلان چنین شرطی چه از نظر مذهبی و چه از نظر قانونی تردید و اختلاف نظر است.

## شرط خودداری از روابط جنسی
در اینکه آیا می‌توان ضمن عقد ازدواج و شروط از پیش چاپ شده ازدواج، شرط کرد زن و شوهر با یکدیگر رابطهٔ جنسی نداشته باشند یا از برخی اشکال آن پرهیز کنند، اختلاف است. اختلاف در اینجاست که آیا برقراری روابط جنسی «مقتضای ذات عقد ازدواج» است یا خیر. اگر برقراری روابط جنسی را جزئی از طبیعت و ذات ازدواج بدانیم، شرطی که آن را ممنوع کند باطل است و ازدواج را هم باطل می‌کند. اما اگر ازدواج بدون رابطهٔ جنسی هم طبیعی باشد چنین شرطی معتبر است. به گفتهٔ ناصر کاتوزیان، حقوق‌دان ایرانی، تشخیص مقتضای ذات هر عقد به طرز فکر خاص مردم هر اجتماعی بستگی دارد. ممکن است جامعه‌ای در زمانی خاص امکان نزدیکی را مقتضای نکاح بداند و در زمانی دیگر از آثار فرعی ازدواج به‌شمار آورد. در فقه شیعه به نظر می‌رسد دست‌کم شرط خودداری از برخی کنش‌های جنسی معتبر باشد. برای مثال برخی فقها به صحت شرط عدم دخول در ازدواج موقت حکم داده‌اند یا روح‌الله خمینی در تحریرالوسیله می‌نویسد دختر باکره، چه در ازدواج دائم و چه در موقت، می‌تواند شرط کند که پس از ازدواج بکارت خود را حفظ کند.